# 周平坤
周平坤（1963年9月—），男，湖南衡山人，中国放射生物学与辐射防护专家，中国人民解放军军事科学院军事医学研究院辐射医学研究所研究员，博士生导师。曾任中国毒理学会理事长。